# Master of the Moon
Master of the Moon – dziesiąty i ostatni studyjny album heavymetalowej grupy Dio. Podczas tournée promującego płytę na gitarze basowej grał Rudy Sarzo, znany ze współpracy z m.in. Quiet Riot, Ozzy Osbourne i Whitesnake.

## Lista utworów
1. "One More for the Road" – 3:18
2. "Master of the Moon" – 4:19
3. "The End of the World" – 4:39
4. "Shivers" – 4:15
5. "The Man Who Would Be King" – 4:58
6. "The Eyes" – 6:27
7. "Living the Lie" – 4:25
8. "I Am" – 5:00
9. "Death by Love" – 4:21
10. "In Dreams" – 4:26
11. "The Prisoner Of Paradise" (Bonus Track na japońskim wydaniu albumu) – 4:01

## Twórcy
- Ronnie James Dio – śpiew
- Craig Goldy – gitara, keyboard
- Jeff Pilson – gitara basowa
- Simon Wright – perkusja
- Scott Warren – keyboards
- Marc Sasso – projekt okładki